# Olo'upena
Olo'upena je vodopád na havajském ostrově Molokai. Na severovýchodním pobřeží ostrova padá voda ze skalního útesu vysokého asi 900 metrů. Bývá označován za nejvyšší vodopád na území USA a čtvrtý nejvyšší vodopád světa, ale tento žebříček je často zpochybňován kvůli nejasným kritériím. Vodopád se skládá z několika stupňů. Z vnitrozemí ostrova je nepřístupný, pozorovat se dá pouze z moře.